# Christien Ostrowski
Pour les articles homonymes, voir Ostrowski.
Christien  Ostrowski ou Kristien Ostrowski (Krystyn Piotr Celestyn Józef Ostrowski), né le 19 mai 1811 à Ujazd (département de Varsovie) et mort le 4 juillet 1882 à Lausanne, est un homme de lettres polonais, réfugié à partir de 1831 en Europe de l'ouest, notamment en France et en Belgique.

## Biographie
Il est le fils du général et homme politique polonais Antoni Jan Ostrowski (pl) (1782-1845). Il naît dans ce qui est alors le duché de Varsovie, État lié à la France dans le cadre du système napoléonien, et qui est donc divisé en départements ; en 1815, lors du congrès de Vienne, le duché est attribué au tsar Alexandre, reprenant cependant le nom de Royaume de Pologne.
Il fait ses études secondaires au lycée de Varsovie, puis au collège des frères Piaristes, et ses études supérieures à l'université de Varsovie. En 1830, il est en voyage en France et assiste à la révolution de Juillet, suivie de celle de la Belgique, qui proclame son indépendance par rapport aux Pays-Bas. Ces événements ont des répercussions en Pologne, car Nicolas Ier, tsar de Russie et roi de Pologne depuis 1825, envisage d'envoyer des troupes russes et polonaises pour mater la Belgique. C'est une des causes de l'insurrection qui débute le 29 novembre 1830 à Varsovie. 
Durant cette période, Antoni Ostrowski, son père, joue un rôle de premier plan : président du Sénat et commandant de la Garde nationale de Varsovie. Lui-même revient en Pologne et s'engage dans l'artillerie sous les ordres de Joseph Bem. 
Après la défaite (Varsovie est prise par les Russes en septembre 1831), la famille s'exile en France ; puis Christien s'établit en Belgique, pays qui comme la France accueille de nombreux réfugiés polonais. Il sert dans l'armée belge de 1832 à 1836. 
Il revient ensuite à Paris, et publie de nombreux articles pour soutenir la cause polonaise et inciter la France à œuvrer à sa restauration. 
Il a écrit en français de la poésie et des pièces de théâtre, mais est surtout connu comme traducteur ; il a notamment traduit en français des œuvres de Mickiewicz, et en polonais des pièces de Shakespeare. 
En 1876, il s'installe  à Lausanne, où il meurt en 1882.

## Œuvres
- Griselde, ou la Fille du peuple, drame en 3 actes et 5 tableaux, en vers, 1849.
- Edvige, ou la Pologne au Moyen Âge, tragédie en 5 actes en vers, 1850.
- Françoise de Rimini, tragédie en 5 actes en vers, 1850.
- La Lampe de Davy, ou l'Amour et le travail, comédie en 1 acte, en vers, 1854.
- Azael, ou le Fils de la mort, 1855.
- Marie-Madeleine ou Remords et repentir, drame en trois actes, en vers [1861?].

## Sources bibliographiques
- Notices d'autorité :   - VIAF
  - ISNI
  - BnF (données)
  - IdRef
  - LCCN
  - GND
  - Espagne
  - Belgique
  - Pays-Bas
  - Pologne
  - NUKAT
  - Suède
  - Vatican
  - Tchéquie
  - Grèce
  - WorldCat

- (en) Famille Ostrowski
- « Ostrowski Jean-Antoine », « Ostrowski Kristien-Joseph », « Ostrowski Ladislas » (frère d'Antoni),  dans le Grand Dictionnaire Larousse du XIXe siècle, 1874, tome 11, p. 1548 (édition Lecour : volume 17)